# Pont del Riu (Talarn)
El Pont del Riu és un pont a cavall dels termes municipals de Talarn i Tremp, damunt de la Noguera Pallaresa, per on passa la carretera C-1412b.
Constitueix la porta d'entrada des de llevant a la ciutat de Tremp; l'extrem de ponent és dins del terme municipal d'aquesta ciutat, i el de llevant és en terme de Talarn, al costat del Canal de Gavet.